# Česnekovité
Česnekovité (Alliaceae Agardh) je bývalá čeleď jednoděložných, podle systému APG II řazená do řádu chřestotvaré (Asparagales). Starší taxonomické systémy tuto čeleď řadily někdy do jiných řádů, např. Liliales, Amaryllidales, nebo čeleď česnekovité neuznávaly a její zástupce řadily do čeledi liliovité v širším pojetí (Liliaceae s.l.). Rod kalokvět (Agapanthus), který starší taxonomické systémy často řadí do čeledi česnekovité, systém APG II řadí do samostatné čeledi Agapanthaceae. Aktuálně podle systému APG III není čeleď uznávána a zástupci jsou v rámci podčeledi Allioideae včleněni pod amarylkovité (Amaryllidaceae).

## Popis
Jedná se zpravidla o vytrvalé pozemní byliny, převážně s cibulemi, jen vzácně s oddenky nebo hlízami. Jsou to rostliny jednodomé s oboupohlavními květy. Listy jsou nahloučeny na bázi, nebo nikoliv, jsou jednoduché, přisedlé nebo vzácně řapíkaté (např. česnek medvědí – Allium ursinum), střídavé, uspořádané nejčastěji dvouřadě nebo spirálně, jsou ploché, žlábkovité, či oblé nebo hranaté, s listovými pochvami. Mají charakteristické aroma, které způsobují těkavé látky na bázi sulfidů, vzácněji aromatické látky chybí. Čepele listů jsou celokrajné, čárkovité až kopinaté, vzácněji až vejčité, žilnatina je souběžná. Květy jsou oboupohlavní, jsou v květenstvích, zpravidla ve zdánlivých okolících, ve skutečnosti se jedná o vrcholičnaté květenství zvané šroubel, který je okolíkovitě stažený. Pod květenstvím jsou často 2 (vzácněji 1) listeny ve tvaru toulce, někdy jsou listeny navzájem srostlé. Někdy jsou v květenství přítomny pacibulky, které slouží k vegetativnímu rozmnožování. Květy jsou pravidelné nebo trochu nepravidelné. Okvětí je vyvinuto, zpravidla 6 okvětních lístků ve 2 přeslenech (3+3), okvětní lístky jsou volné nebo srostlé a pak vytvářejí korunní trubku, jsou různých barev. Tyčinek je 6, ve 2 přeslenech, zpravidla 3+3, jsou srostlé s korunní trubkou či s bázemi okvětních lístků, volné navzájem či na bázi navzájem srostlé. Gyneceum je složeno ze 3 plodolistů, je synkarpní, čnělka je 1, semeník je svrchní. Plod je suchý, pukavý, převážně tobolka.

## Rozšíření
Je známo asi 30 rodů a asi 600 druhů, které jsou rozšířeny po celém světě, jen málo v Austrálii. V ČR rostou pouze zástupci jediného rodu, česnek (Allium). Původních je asi 12 druhů. Další jsou pěstované jako zelenina či okrasné rostliny a zplaňující. Do rodu Allium ze zeleniny patří: pažitka pobřežní (Allium schoenoprassum), cibule kuchyňská (Allium ceppa), česnek kuchyňský (Allium sativum) a pór zahradní (Allium porrum). V léčitelství je využíván v lese divoce rostoucí česnek medvědí, pro jehož listy má využití i česká kuchyně.

## Seznam rodů
Allium, Ancrumia, Androstephium, Behria, Bessera, Bloomeria, Brodiaea, Dandya, Dichellostemma, Diphalangium, Erinna, Garaventia, Gethyum, Gilliesia, Ipheion, Leucocoryne, Miersia, Milla, Milula, Nectaroscordum, Nothoscordum, Milla, Muilla, Pabellonia, Petronymphe, Schickendantziella, Solaria, Speea, Trichlora, Tristagma, Triteleia, Triteleiopsis, Tulbaghia, Zoellnerallium